# Герб міста Шебекине

Герб міста Шебекіно і Шебекінського району

Герб Шебекіно — є символом міста Шебекіно і Шебекінського району.

## Опис
У червленому (червоному) полі золота зроблена з колод башта із закритими воротами і прапором, супроводжувана по сторонах двома срібними підковами. У вільній частині герб Бєлгородської області.

## Дата прийняття
Затверджений рішенням Ради депутатів Шебекінського району і міста Шебекіно № 8 від 26.01.2003 р.

## Пояснення
Золота башта символізує ратні подвиги російських воїнів по захисту південних рубежів Російської держави з часів сторожової і оборонної служби на Нежегольській ділянці Бєлгородського кордону в XVII сторіччі до битв на землях сучасного району Шебекінського в період Великої Вітчизняної війни. Дві срібні підкови символізують розвинені в останні сторіччя на території району землеробство і промисловість. Автори: Пальваль В. М., Пальваль С. В., Шаповалов В. А.

## Старі герби міста

### Герб 1986 року

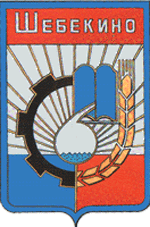
Герб міста Шебекіно 1986 року

Опис: У щиті зображені книга, реторта, колос, половина зубчастого колеса на тлі променів сонця, що розходяться. У нижній частині щита синє і червоне поля. Автори герба — Г. В. Полухина і Т. Н. Сережникова. Реторта на гербі символізує завод синтетичних жирних кислот, побудований у місті в 1950-х роках, і інші підприємства хімічної промисловості.
Дата прийняття: затверджений Рішенням виконавчого комітету міськради народних депутатів № 162 23.05.1986 р.
Пояснення: Зображення герба, мабуть, узяте із значка, оскільки назва міста на гербі зазвичай не вказувалася.

### Тимчасовий герб кінця 90-их

Герб міста Шебекіно кінця 90-их років

Опис: У геральдичному щиті зображені книга, реторта, колос, половина зубчастого колеса на тлі променів сонця, що розходяться. У нижній частині щита синє і червоне поля. У вільній частині герб Бєлгородської області. Цей варіант герба не затверджений. Тимчасово використовувався в кінці 90-х років до прийняття нового герба з баштою.